# Vibenshus Gymnasium
Vibenshus Gymnasium er et HTX-gymnasium beliggende på Østerbro, der siden 2016 har været en del af NEXT - Uddannelse København.
Vibenshus Gymnasium har 6 forskellige studieretninger: Computer Science, International Science, Folkesundhed, Biotek, Idræt og Teknologi & Design.

## Historie
NEXT Uddannelse København blev etableret i 2016 efter en fusion mellem Københavns Tekniske Skole og CPH West.